# Collada Estreta del Càvet
La Collada Estreta del Càvet és una collada situada a 1.544,9 metres d'altitud en el terme municipal de Conca de Dalt (antic terme de Toralla i Serradell), al Pallars Jussà, a l'àmbit del poble de Serradell.
Es troba a la carena de la Serra de Sant Salvador, a llevant del Tossal del Càvet. Més a ponent hi ha la Collada Ampla del Càvet.